# Спорт у Буркіна-Фасо
Спорт широко поширений в Буркіна-Фасо, найпопулярніші види — футбол, баскетбол, велосипедний спорт, регбі-юніон, гандбол, теніс, легка атлетика, бокс і бойові мистецтва.

## Футбол
Футбол дуже популярний в Буркіна-Фасо і представлений як професійними клубами, так і аматорськими командами в містах і сільських населених пунктах. Збірна має прізвисько «Les Etalons» (фр. жеребці), що сходить до легендарного коня принца Янненга. У 1998 році Буркіна-Фасо проводила Кубок африканських націй, спеціально до якого був побудований стадіон Omnisport в Бобо-Діуласо.

## Велосипедний спорт
Катання на велосипедах широко поширене, так як є не тільки видом спорту, але і дешевим видом транспорту. Щороку в листопаді за підтримки Fédération internationale de cyclisme проводиться Тур де Фасо (аналог Тур де Франс). Заїзди проходять при температурах, що досягають 40 ° C. Тур де Фасо є частиною UCI Africa Tour з 2005 року.

## Олімпійські ігри
Починаючи з 1988 року, країна бере участь у всіх Літніх Олімпійських Іграх. Під колишньою назвою «Верхня Вольта» брала участь і в Олімпіаді 1972. Незважаючи на багатий досвід участі, буркінійські атлети жодного разу не завойовували медалі Ігор. Буркіна-Фасо жодного разу не брала участь в Зимових Іграх.